# SULT1A1
La SULT1A1 (« sulfotransferase family 1A member 1 ») est une enzyme de la famille des sulfotransférases, codée par le gène du même nom,, situé, chez l’homme, sur le bras court du chromosome 16.